# Lucie Fityus
Lucie Fityus, née le 19 novembre 2000 à Newcastle (Nouvelle-Galles du Sud), est une coureuse cycliste australienne.

## Biographie
Elle débute le cyclisme à Newcastle à l'âge de 11 ans pour suivre l'activité sportive de son frère.
En 2022, Fityus termine dixième au classement général du Tour de Thaïlande. En 2024, elle court pour ARA Skip Capital, et participe notamment à la RideLondon Classique et au Tour de Suisse.
En 2025, Fityus rejoint l'équipe française de Saint-Michel-Préférence Home-Auber93. Elle vit en Espagne. Auteure d’un premier top 10 sur l’étape inaugurale du Tour down Under, elle se classe huitième de la Surf Coast Classic le 29 janvier. Au printemps, elle participe à plusieurs classiques, dont le Tour des Flandres, Paris-Roubaix, Liège-Bastogne-Liège et le Grand Prix de l'Escaut (10e). En juillet, elle prend le départ du Tour de France Femmes, où elle termine hors délais lors de la deuxième étape après avoir chuté.

## Palmarès sur route

### Résultats sur les grands tours

#### Tour de France
1 participation
- 2025 : hors délais (2e étape)

### Classements mondiaux
| Année                                 | 2022 | 2023  | 2024 |
| ------------------------------------- | ---- | ----- | ---- |
| Classement UCI                        | 695e | 1277e | 690e |
| UCI World Tour                        | nc   | nc    | 241e |
|                                       |      |       |      |
| Légende : nc = non classéSource : UCI |      |       |      |